# Thierachern
Thierachern – gmina (niem. Einwohnergemeinde) w Szwajcarii, w kantonie Berno, w regionie administracyjnym Oberland, w okręgu Thun.

## Demografia
W Thierachern mieszkają 2 514 osoby. W 2020 roku 4,9% populacji gminy stanowiły osoby urodzone poza Szwajcarią.

## Współpraca
Miejscowość partnerska:
- Sezimovo Ústí, Czechy

## Transport
Przez teren gminy przebiega droga główna nr 221.